# 1959 en sports équestres
Chronologie des sports équestres
- 1958 en sports équestres - 1959 en sports équestres - 1960 en sports équestres

Cet article présente les faits marquants de l'année 1959 en sports équestres.

## Événements

### Année
- 3e édition des championnats d'Europe de saut d'obstacles à Paris (France).
- 5e édition du championnat d'Europe de concours complet d'équitation 1959 à Harewood (Royaume-Uni) qui est remportée par Hans Schwarzenbach sur Burn Trout en individuel et par l'équipe d'Allemagne de l'Ouest[1].